# Cantó de Saint-Julien-de-Vouvantes
El cantó de Saintt-Julien-de-Vouvantes (bretó Kanton Sant-Juluan-Gouwent) és una divisió administrativa francesa situat al departament de Loira Atlàntic a la regió de Loira Atlàntic, però que històricament ha format part de Bretanya.

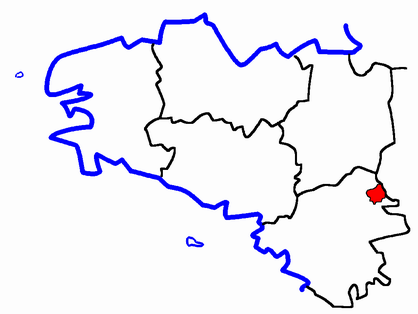
Situació del cantó

## Composició
El cantó aplega 5 comunes: 
- La Chapelle-Glain (Chapel-Glenn, 775 habitants)
- Erbray (Ervoreg, 2.695 habitants)
- Juigné-des-Moutiers (Yaoueneg-ar-Mousterioù, 325 habitants)
- Petit-Auverné (Arwerneg-Vihan, 392 habitants)
- Saint-Julien-de-Vouvantes (Sant-Juluan-Gouwent, 926 habitants)

## Història
| Data d'elecció                           | Identitat    | Partit        | Qualitat |
| ---------------------------------------- | ------------ | ------------- | -------- |
| 2001-                                    | Jean Poulain | Divers droite |          |
| les dades anteriors no són pas conegudes |              |               |          |
|                                          |              |               |          |